# Edison Suárez
Edison Omar Suárez Frutos (Montevideo, 6 de novembre de 1966) és un exfutbolista uruguaià, que ocupava la posició de migcampista. Va jugar a equips del seu país, d'Espanya, de Xile i de Colòmbia.

## Clubs
- 87/90 Danubio
- 90/92 Reial Saragossa
- 92/94 Nacional
- 1995 Danubio
- 1996 Palestino
- 1997 Centra Español
- 1998 Millonarios
- 1999 MUFP
- 2000 Rocha FC
- 01/02 Fénix